# إيفا فونتين
إيفا فونتين (بالإنجليزية: Eva Fontaine)‏ هي ممثلة بريطانية، ولدت في 1974 في لندن في المملكة المتحدة.

## وصلات خارجية
- إيفا فونتين على موقع IMDb (الإنجليزية)
- إيفا فونتين على موقع قاعدة بيانات الفيلم (الإنجليزية)